# 관악서울대학교치과병원
관악서울대학교치과병원(冠岳서울大學校齒科病院)은 교육연구와 진료를 통하여 치의학 발전을 도모하고 국민구강보건향상에 기여하기 위하여 설립된 서울대학교치과병원의 분원이다. 서울특별시 관악구 관악로 1에 있다.

## 설립 근거
- 서울대학교치과병원 설치법[6]

## 연혁
- 2012년 10월 24일 관악첨단치과의료센터 건립 협약서 체결 (서울대학교)
- 2012년 12월 3일 시설공사 기공식 실시 및 공사착공
- 2013년 2월 4일 관악첨단치과의료센터건립준비단 설치
- 2014년 12월 18일 관악서울대학교치과병원 운영규정 제정
- 2014년 12월 31일 건물 준공 및 자산 취득
- 2015년 1월 26일 관악서울대학교치과병원 의료기관 개설 허가. 초대 김성균 병원장 취임
- 2015년 3월 9일 관악서울대학교치과병원 진료개시[7]
- 2015년 4월 30일 관악서울대학교치과병원 개원식 및 서울대학교 치의학대학원 관악캠퍼스 준공식 공동 개최
- 2016년 4월 9일 R&BD플랫폼 개소식
- 2017년 1월 26일 제2대 곽재영 병원장 취임[8]

## 주요 업무
- 관악 지역 치과의사들과의 연계 진료체계 구축
- 관악캠퍼스 구성원에 대한 치과 의료서비스 강화
- 공공구강보건의료(장애인, 다문화 가정, 소외계층 등)
- 의료요원의 훈련 및 임상교육
- 치의학대학원 첨단교육연구복합단지에서 시행된 기초 연구

## 조직

### 관악서울대학교치과병원장
- 운영관리회의
- 제위원회

| - 협력진료센터 - 수복·심미·치주센터 - 임플란트·악교정센터 - 공공구강보건진료실 | - 첨단치료연구실 - 융합의료연구실 - 임상시험연구실 - 교육역량개발실 | - 진료지원팀 - 경영관리팀 |

## 같이 보기
- 서울특별시장애인치과병원
- 관악구치과의사회
- 대한치과의사협회